# Lou Reed
Lewis Allan Reed, más conocido como Lou Reed (Nueva York, 2 de marzo de 1942-Southampton, Nueva York, 27 de octubre de 2013), fue un músico de rock, guitarrista, cantante, compositor y poeta estadounidense, considerado el padre del rock alternativo, primero como líder del grupo The Velvet Underground y después en solitario.
Enormemente influyente en la cultura pop desde la década de 1960, entre sus discos suelen destacarse Transformer (1972), Berlin (1973), Rock'n'Roll Animal (1976), Live: Take No Prisoners (1978), New York (1989) y, entre sus actuaciones en directo, el concierto ofrecido en el Meltdown Festival en 1998: Perfect Night Live in London.
Nacido en Brooklyn, residió habitualmente en Nueva York; ciudad cuya faceta menos amable plasmó en muchas de sus letras. Hizo colaboraciones y contactos con creadores como Andy Warhol y David Bowie. Su original estilo e influencia le generó gran fama entre las vanguardias musicales posteriores, fama a la que no fue ajena su ajetreada vida personal durante sus años de mayor éxito. Sin embargo, Reed fue considerado habitualmente como un músico «de culto», ajeno en parte a las listas de éxitos y el marketing de las multinacionales discográficas.
En su época de The Velvet Underground (1964-70) escribió canciones especialmente reconocidas, como "Heroin", "Rock and Roll", "I'm Waiting for the Man" y "Sweet Jane". Su mayor éxito comercial, sin embargo, es una canción posterior: "Walk on the Wild Side" (1972), que dio visibilidad a la prostitución y la transexualidad; una temática que hasta la fecha la música rock no solía abordar.

## Trayectoria
Primogénito de Sidney Joseph Reed (contable) y Toby Futterman, Lou Reed nació en el Beth-El Hospital (más tarde Brookdale) de Brooklyn (Nueva York) el 2 de marzo de 1942. Su familia era judía. A los cinco años nació su hermana Elizabeth. Cuando tenía ocho años de edad, su familia se mudó a una pequeña población de Long Island. Considerado un niño problemático por su bisexualidad, con 14 años de edad recibió tratamiento psiquiátrico e incluso fue sometido a sesiones de electroshock para curarle de su tendencia homosexual. A ello aludiría posteriormente en su canción "Kill Your Sons" (1974). En una entrevista declaró: "Te meten el chisme en la garganta para que no te tragues la lengua y luego te ponen electrodos en la cabeza. Eso es lo que recomiendan en el Hospital Estatal de Rockland para disuadir de los sentimientos homosexuales. El efecto es que pierdes la memoria y te conviertes en un vegetal. No puedes leer un libro porque cuando llegas a la página 17 tienes que volver a empezar."
Desde muy joven Reed era fan del rock and roll y el rhythm and blues, que tocó en varias bandas durante su época de estudiante. Grabó un disco sencillo de estilo doo wop como miembro de The Shades. Entre 1960 y 1964 estudió en la Universidad de Siracusa (estado de Nueva York), donde fue alumno y amigo del poeta Delmore Schwartz, quien le animó a iniciarse en la escritura; obtuvo una licenciatura en filología inglesa. Reed también se aficionó al free jazz y a la música experimental; más tarde afirmó que sus objetivos eran «traer la sensibilidad de la novela a la música rock» o escribir "la Gran Novela Americana" en un disco.
Se trasladó a la ciudad de Nueva York, donde trabajó como escritor de canciones para Pickwick Records. En 1964 fundó el grupo The Velvet Underground como guitarrista/vocalista/letrista, junto con John Cale, Sterling Morrison y Maureen Tucker. A pesar del apoyo de Andy Warhol, la banda nunca tuvo éxito comercial y se disolvió en 1970; sin embargo, permanece intacta su reputación como una de los bandas más influyentes en la cultura underground. Brian Eno lo expresó así: «De su primer álbum apenas vendieron 30.000 copias; pero de cada comprador nació un nuevo grupo musical».
Después de dejar The Velvet Underground en agosto de 1970, Reed decidió pasar un año sabático, y lo empleó en descansar y dedicarse a otra de sus aficiones, la pintura. Posteriormente empezó a trabajar en la empresa de contabilidad de su padre como mecanógrafo, con un sueldo de 40 libras a la semana. Sin embargo, un año después firmó un contrato discográfico con RCA y grabó su primer álbum solista en Inglaterra, con la colaboración con músicos como el teclista Rick Wakeman y el guitarrista Steve Howe, ambos del grupo Yes. El álbum, titulado Lou Reed, contenía versiones alternativas de canciones ya interpretadas por The Velvet Underground (algunas fueron descartadas y archivadas, y se editaron finalmente en el box set Peel Slowly & See). Tampoco este primer trabajo solista tuvo éxito: pasó desapercibido para la crítica y tuvo muy pocas ventas.
Tras dicho fracaso, a finales de 1972 Lou Reed trató de re-orientar su carrera musical lanzando Transformer, un álbum de glam rock producido por David Bowie. Sus éxitos "Walk on the Wild Side" y "Perfect Day" parecían augurar el despegue de Reed como ídolo pop. Sin embargo, la publicación a continuación del álbum Berlin (1973) truncó esa posibilidad: se trataba de un trabajo más sombrío, que cuenta una trágica historia de amor entre dos drogadictos en Berlín. Este disco incluye temáticas en las letras de cierta dureza: "Caroline Says" habla sobre la violencia, "The Kids" sobre prostitución y adicción a las drogas y "The Bed" trata el suicidio, entre otras. Reed se adelantó a su tiempo en la elección de estos temas; la música popular retomaría esas temáticas con la aparición del punk, entre mediados y finales de la década de 1970.
Precisamente las temáticas en las letras fueron una característica esencial en su carrera: ya fuese entre guitarras distorsionadas o suavemente melódicas, Reed cantaba sobre cosas desasosegantes, o incluso sórdidas, poco o nada tratadas hasta el momento. "Walk on the Wild Side" es un homenaje irónico y gráfico a los inadaptados, chaperos y travestis de la Factoría de Andy Warhol; de manera sorprendente, la canción fue radiada sin censura. "Perfect Day" es una elegía a la adicción de Reed a la heroína (esta canción fue más tarde incluida en la banda sonora de la película Trainspotting). Reed fue un compositor atípico también por sus intereses literarios; leía a escritores tanto americanos como europeos. En sus letras, seguía y actualizaba temas tocados por Allen Ginsberg y Jean Genet.
La estética presencial de Reed resultó también de gran influencia en la música rock como el Glam Rock, Punk Rock, Rock Gótico y New Wave; a inicio de los años 70, sobre todo en 1972, Reed optó por maquillarse los ojos de negro para su álbum Transformer, también empezó a tener un gusto por un look travestido, con el pelo platinado, los labios pintados de negro, gafas de sol, el uso de la ropa de cuero negro, guantes de cuero de sadomasoquismo, uñas pintadas de negro y la piel pálida, incluso en la colorida época hippie, todo esta estética atrevida y provocadora la utilizó para sus trabajos musicales como en el ya citado: "Transformer", "Berlin" y "Rock n Roll Animal".

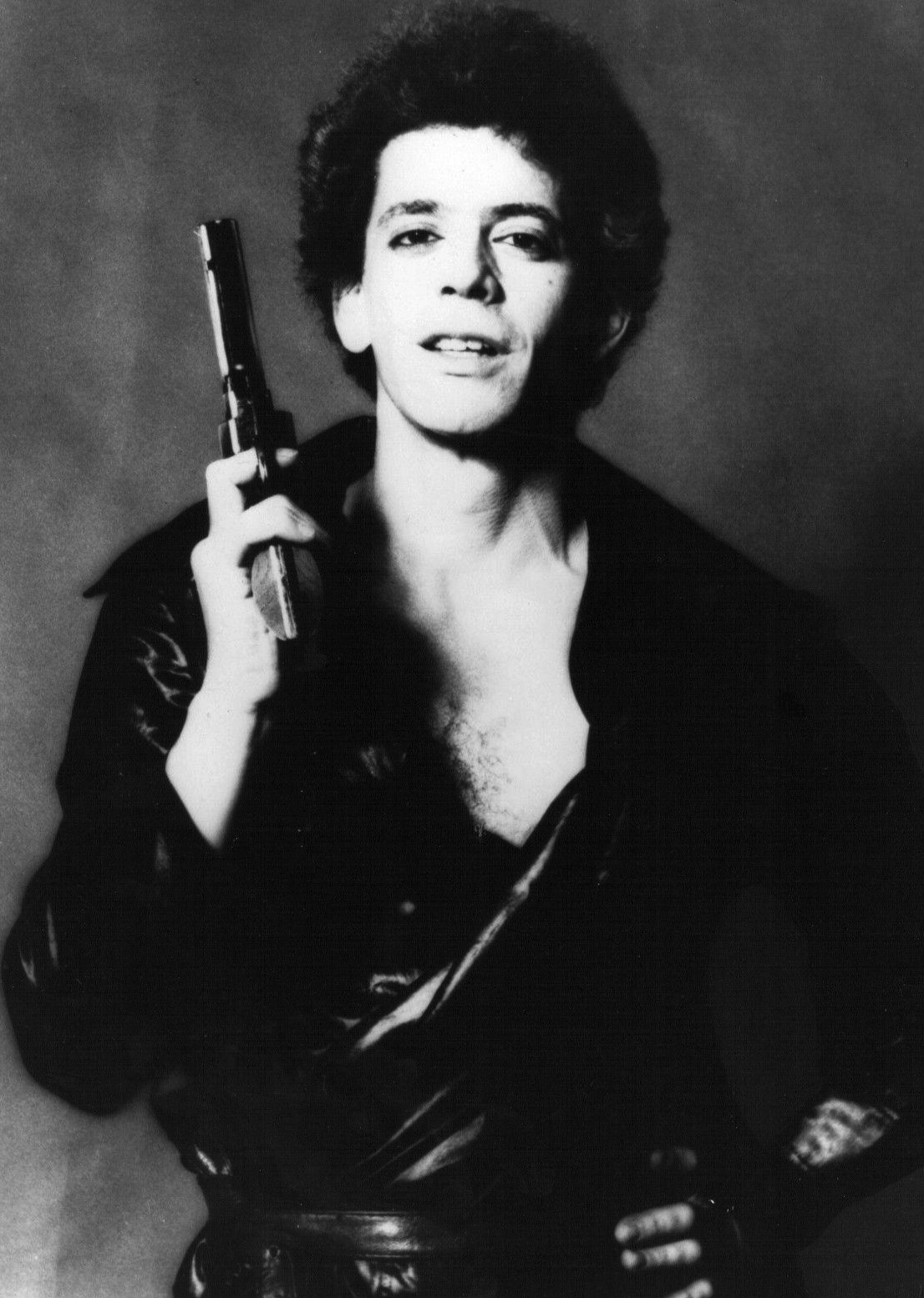
Lou Reed en 1977

1973 es un año crucial para el legado artístico de Lou Reed por dos hechos trascendentales: La grabación del LP "Berlin" - que se publica en Julio de ese año - y la realización de su gira mundial “RocknRoll Animal”, de la que se derivaran sus 2 LP en directo, "Rock n Roll Animal" y "Lou Reed Live", grabados en su actuación el 21 de diciembre de 1973 en el Howard Stein’s Academy of Music de Nueva York.
Estas dos grabaciones son el testimonio musical de la etapa con el registro de R&R más agresivo y elaborado de Lou Reed.
La fórmula del dueto de guitarras a cargo de Steve Hunter y Dick Wagner – ya presente en el álbum “Berlin” – es protagonista destacada en la puesta en escena de la gira y en los dos LP en directo, con momentos memorables para la historia del Rock ( “White Light/White Heat”, “Vicious”, “Oh Jim” ).
En 1975, produjo el doble álbum de estudio Metal Machine Music, lleno de distorsión y sonidos de sintetizadores electrónicos. Su discográfica lo había presionado para que grabara otro álbum comercial al estilo de Transformer, y Reed decidió cortar con ellos grabando intencionadamente un disco difícilmente audible. El periodista de rock Lester Bangs lo declaró "genial". Aunque admitiendo que las notas internas de los instrumentos usados era ficticia y paródica, Reed siempre mantuvo que MMM era un álbum serio. Sus discos de finales de los años 70 son frecuentemente recordados con reservas por los críticos de rock, debido -al menos en parte- a las adicciones de Reed en aquellos años.
Ya en esta época, Lou Reed era un ídolo en Europa y también en España, al menos en los círculos más atrevidos de la movida madrileña; su influencia llegaba no solo a la música, sino también al cómic más transgresor que -no sin problemas- empezaba a distribuirse en los años de la Transición. Precisamente una ilustración diseñada por Nazario en 1976 fue empleada (sin autorización) en la carpeta de un exitoso álbum de Reed grabado en directo: Live: Take No Prisoners (1978). Años después, en 2000, Nazario ganaría un juicio por la autoría de este diseño.
Al principio de los años 80, Lou Reed dejó las drogas. Editó por la época su aclamado disco de regreso The Blue Mask. En 1980 se casó con la diseñadora Sylvia Morales, si bien se divorciaron una década después. Ya a finales de los años 90 se le empezó a relacionar sentimentalmente con la polifacética artista Laurie Anderson; se casaron en 2008 y siguieron juntos hasta el fallecimiento del músico.
En su exitoso álbum New York (1989) Reed lanzó una enfadada salva contra los problemas políticos de su ciudad, denunciando el crimen, los caros alquileres, e incluso dirigiendo sus críticas a personajes públicos como Jesse Jackson, el Papa Juan Pablo II o Kurt Waldheim. La canción más radiada de dicho disco fue "Dirty Blvd."; se mantuvo durante semanas en la lista del Billboard. Fue la excepción en una carrera más bien ajena a las grandes promociones y ventas; en ello pudo incidir la actitud antipática de Reed con los periodistas.
Cuando Andy Warhol, que fue anfitrión y productor de The Velvet Underground, murió tras una operación rutinaria, Reed puso fin a 25 años de distanciamiento grabando con John Cale (su antiguo compañero de The Velvet Underground) Songs for Drella, una biografía de Warhol en música pop minimalista. Dolorida y a menudo ingeniosa, la voz de Reed emociona cuando canta sobre presuntos errores médicos y sobre el intento de asesinato de Warhol perpetrado por Valerie Solanas en 1968.
Reed continuó en esos tonos oscuros con Magic and Loss, un disco sobre la mortalidad. Seguía siendo recordado por las nuevas generaciones, y en 1997 más de 30 artistas hicieron una versión de su canción "Perfect Day" para un especial de la BBC en favor de los niños.

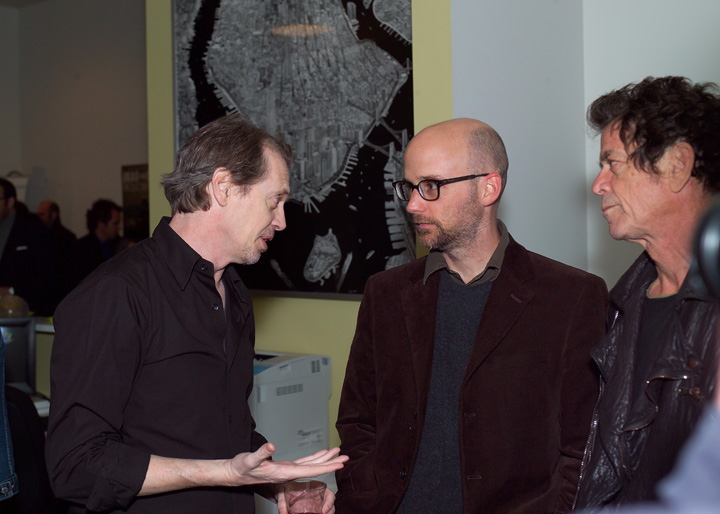
Lou Reed junto al actor Steve Buscemi y el músico Moby en la proyección del documental Iraq for Sale (octubre de 2006; Nueva York).

En 2001 fue víctima de un bulo que afirmaba que había muerto de sobredosis de heroína. En 2002, realizó una gira con el espectáculo Words and Music junto a Laurie Anderson; el espectáculo era un recital de poesía mezclado con algo de música, luz y color. La pareja actuó en ciudades como Turín, Venecia y Barcelona. En 2003, Lou Reed publicó un doble álbum, The Raven (El cuervo), basado en la obra de Edgar Allan Poe. En 2004, se publicó una remezcla de su canción "Satellite of Love" que alcanzó el número 8 en las listas inglesas. En 2007 lanzó su último álbum en solitario: Hudson River Wind Meditations, influido por sus prácticas de yoga, y cantó en la canción "Tranquilize" de The Killers. En 2010 grabó a dúo con Damon Albarn, líder del grupo Gorillaz, la canción "Some Kind Of Nature", incluida en el álbum que dicho grupo editó en el año 2010.
En 2011 Lou Reed volvió a sorprender: Metallica, Thrash Metal, confirmó a través de su página oficial que trabajaba en un álbum de estudio en colaboración con Reed. El disco Lulu, de 10 temas, fue lanzado el 31 de octubre del mismo año generando críticas para todos los gustos. El álbum está inspirado en la obra de teatro Lulú de 1937 del dramaturgo alemán Frank Wedekind sobre la vida de una bailarina que fue víctima de abusos sexuales.
En sus últimos años dedicó parte de su tiempo a la fotografía.

## Muerte, legado y homenajes

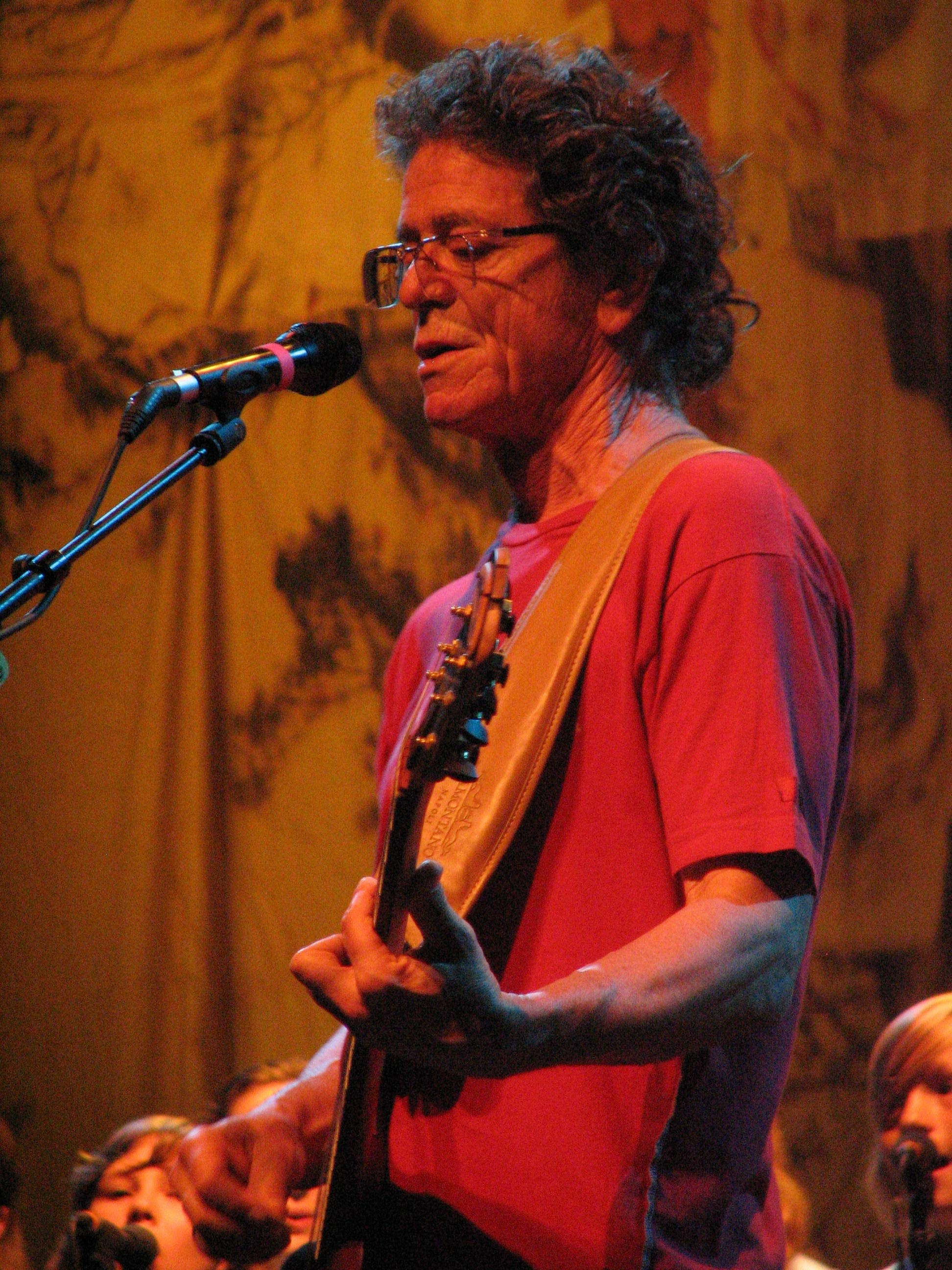
Lou Reed en Málaga, España (2008)

Reed había padecido hepatitis y diabetes durante varios años. Practicó el taichí y la medicina alternativa china en la última parte de su vida. Recibió tratamiento con interferón, pero sufrió cáncer de hígado. En mayo del 2012 se le realizó un trasplante de hígado en the Cleveland Clinic. Después del trasplante, en su sitio web escribió "sentirse grandioso y muy fuerte", pero el 27 de octubre de 2013 murió por enfermedad hepática en su hogar de East Hampton, New York, a la edad de 71 años. Fue incinerado, y sus cenizas se entregaron a su familia.
Su esposa Laurie Anderson dijo que sus últimos días fueron de tranquilidad, y lo describió como "un príncipe y un luchador". Alex Turner, Julian Casablancas, David Byrne, Patti Smith, David Bowie, Morrissey, Iggy Pop, Courtney Love, Lenny Kravitz y otros muchos también rindieron su homenaje a Reed. Los antiguos integrantes de Velvet Underground, Moe Tucker y John Cale, hicieron remembranzas en su funeral, y otros importantes ejecutivos de la industria musical le presentaron sus respetos, así como el cardenal Gianfranco Ravasi.
Reed fue incluido en el Salón de la Fama del Rock and Roll como artista en solitario el 16 de diciembre de 2014. Lo introdujo Patti Smith en una ceremonia celebrada en Cleveland el 18 de abril de 2015. En 2017, Lou Reed: Una vida fue publicada por el crítico de Rolling Stone Anthony DeCurtis.

## Discografía

### Álbumes de estudio
- Lou Reed (1972)
- Transformer (1972)
- American Poet (1972)
- Berlin (1973)
- Sally Can't Dance (1974)
- Metal Machine Music (1975)
- Coney Island Baby (1976)
- Rock and Roll Heart (1976)
- Street Hassle (1978)
- The Bells (1979)
- Growing Up in Public (1980)
- The Blue Mask (1982)
- Legendary Hearts (1983)
- New Sensations (1984)
- Mistrial (1986)
- New York (1989)
- Songs for Drella (1990) (con John Cale)
- Magic and Loss (1992)
- Set the Twilight Reeling (1996)
- Ecstasy (2000)
- The Raven (2003)
- Hudson River Wind Meditations (2007)
- Lulu (2011) (con Metallica)

### Álbumes en directo
- Rock n Roll Animal (1974)
- Lou Reed Live (1975)